# Cod de Pacific
Codul de Pacific (Gadus macrocephalus) este un pește ce face parte din familia Gadidae, genul Gadus, întâlnit în Nord-Vestul Oceanului Pacific. Poate atinge lungimi de peste un metru și poate cântări până la 15 kilograme. Este un pește cu un rol important în alimentația oamenilor, pescuitul fiind însă regularizat, existând eșantioane cu privire la metodele folosite pentru prinderea sa.

## Descriere
Peștele prezintă trei înotătoare dorsale separate și mustăți asemănătoare celor ale somnului. În principiu, se aseamănă foarte bine cu codul de Atlantic(Gadus Morhua). Fiind un pește ce trăiește pe fundul apelor, este întâlnit în Oceanul Pacific de Nord, de la Marea Galbenă până la strâmtoarea Bering, de-a lungul Insulelor Aleutine la adâncimi de până la 900 metri. Poate atinge lungimi de până la 1 metru și poate cântări până la 15 kg. Trăiește în bancuri uriașe.

## Pescării
În Pacificul de Nord-Vest, cantitățile de pește ce s-au obținut din pescăriile Statelor Unite au crescut de la mai puțin de 1000 de tone în 1979 la aproape 91.000 de tone în 1984, ajungând la 430.196 de tone în 1995. În ziua de azi, pescuitul codului este atent regulat, cantitățile ce sunt furnizate trebuind să provină de la pescării ce folosesc undițe cu cârlig, altele ce folosesc capcane, iar altele, năvoade.

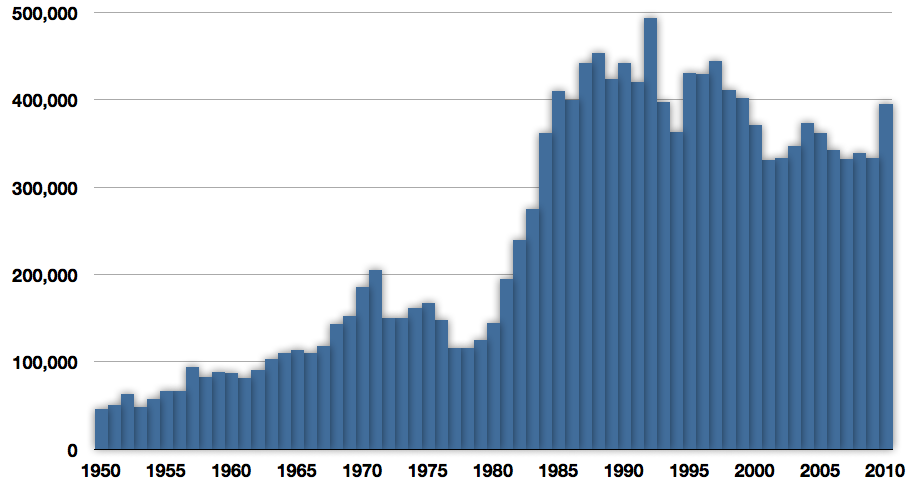
Cantitățile de cod de Pacific pescuite la nivel mondial
(1950-2010)